# Franco Mura
Franco Mura (Paulilatino, 9 marzo 1935 – 22 ottobre 2023) è stato un politico italiano.

## Biografia
Ingegnere, fu per molti anni dirigente del Centro marino internazionale (IMC) di Torre Grande.
Militò politicamente nelle file del Partito Socialista Italiano e fu il primo sindaco di Oristano non appartenente alla Democrazia Cristiana dal 1946. Eletto il 10 luglio 1987 dopo cinque mesi di crisi comunale, fu sostenuto in consiglio con i voti di socialisti, comunisti, socialdemocratici e sardisti.
Morì all'età di ottantotto anni il 22 ottobre 2023.